# Gindre-Gruppe
Die Gindre-Gruppe ist eine französische Unternehmensgruppe der Kupferindustrie mit Hauptsitz in Pont-de-Chéruy und ist einer der größten europäischen Hersteller von Kupfer-Halbzeugen (Stangen, Profile) sowie von kupferbasierten Komponenten und Teilen für die Elektroindustrie. Die Gruppe entstand um das in Lyon ansässige Unternehmen Gindre Duchavany SA und verfügt mittlerweile in Tochtergesellschaften und Partnerunternehmen über rund 500 Mitarbeiter (Stand 2016).

## Geschichte
Begonnen hat das 1823 in Lyon von Charles Marie Duchavany gegründete Unternehmen mit der Veredlung von Modebekleidung für Herrenausstattungsgeschäfte sowie mit Herstellung von Kirchenausstattungszubehör. Hergestellt wurden hierzu vor allem Kupfer-, Messing-, Gold- und Silberfäden. Bald darauf stieg der Schwiegersohn Duchavanys, Joannès Gindre, als Mitinhaber ein. Dank der Elektrifizierung spezialisierte sich das Unternehmen für viele Jahre auf die Produktion von Kupferleitungen.
1986 wurde Gindre Composants für die Produktion von Elektronikkomponenten gegründet. Mit der Gründung der Gindre LLC (jetzige Rechtsform Inc.; Sitz in Greenwood, South Carolina, Vereinigte Staaten) im Jahr 1998 konnten die Produkte auch auf dem US-Markt, in Kanada und Mexiko angesetzt werden. Mit der Übernahme von Lacroix &  Kress wurde 2000 die Kupferrheydt GmbH in Mönchengladbach gegründet. 2009 wurde in Moskau ein Vertriebsbüro eröffnet und für die Produktion und Logistik auf dem indischen Markt Gindre india Components in Manesar (Haryana) gegründet. Kupferrheydt war eine ehemalige  Alcatel-Tochter und produziert heute isolierte und flexible Stromschienen der Marke MaxiFlex®. 2002 wurde das größte britische Kupferproduktionsunternehmen Metelec mit Sitz in Walsall erworben, das seither für den Vertrieb von Kupferkomponenten und -halbzeugen im Vereinigten Königreich fungiert. 2006 wurde in Spanien für die dortige Produktion und Logistik Gindre Torns SL mit Sitz in Barcelona gegründet. Im Juni 2007 wurde Gindre Duchavany in die österreichische A-Tec-Industries-Gruppe integriert. Im Jahr 2006 erzielte das Unternehmen mit 450 Mitarbeitern einen Umsatz von über 300 Millionen Euro. Produktionsstätten sind angesiedelt in Frankreich, Deutschland, Großbritannien, Spanien sowie in den USA. Im Juni 2010 wurde in der die Gindre Komponenty s.r.o. mit Sitz in der tschechischen Gemeinde Krompach gegründet.
2012 wurde die Gindre-Gruppe und die aus dem Schmelzhüttenwerk in Brixlegg hervorgegangenen Montanwerke Brixlegg von der in Wien ansässigen UMCOR Holding GmbH des Schweizer Rohstoffunternehmens UMCOR übernommen. 2014 wurde im Vereinigten Königreich die auf Bodenschätze spezialisierte Earthmet Ltd gegründet. 2015 wurde die Gindre-Gruppe von der Schweizer Alpine Group übernommen, die 2013 aus der Vikuna AG hervorging und dessen Geschichte im Ursprung auf das 1965 in Naters gegründete Unternehmen Kämpfen & Brutsche zurückreicht.
Heute verfügt Gindre mit den Tochtergesellschaften und Partnerunternehmen über rund 500 Mitarbeiter.